# Parafia św. Franciszka z Asyżu w Toporowie
Parafia św. Franciszka z Asyżu w Toporowie – parafia rzymskokatolicka w Toporowie należy do dekanatu Wieluń – św. Wojciecha archidiecezji częstochowskiej.
Została utworzona 28 marca 1988 roku przez biskupa Stanisława Nowaka. Parafię prowadzą księża diecezjalni. Należą do niej wierni z miejscowości: Toporów, Bukowce, Kamion i Ogroble. Do parafii należy kościół Przemienienia Pańskiego w Toporowie, kapliczka w Kamionie zbudowana z pozostałości kościoła rozebranego przed 1765 rokiem, która pełni rolę kościoła filialnego. 
W  XVI i XVII wieku na terenie parafii działała Konfraternia Ubóstwa Chrystusowego założona w 1501 roku przy kościele św. Floriana w Krakowie.